# メルネガー城
メルネガー城（ペルシア語: قلعه مهرنگار、英語：Mehrnegar castle）は、セムナン州のダムガン郡にある歴史的な城であり、この要塞の起源はイスラム教以降の歴史的時代にさかのぼる 。